# Репетиции
«Репетиции» — российский кинофильм 2013 года режиссёра Оксаны Карас.
Фильм принимал участие в программе российского кино XXXV Московского международного кинофестиваля и в IV Фестивале российского кино в Тбилиси.

## Сюжет
Театральный художник Александра и талантливый актёр Игорь — красивая молодая пара. Они живут вместе, но ежедневно, «на завтра» откладывают самые важные вопросы — семьи, детей, принятия решений. Мегаполис диктует бешеный ритм жизни. Работа, секс, премьеры, встречи дарят опасную иллюзию, что настоящее — всего лишь репетиция, и завтра все можно будет переиграть заново. Не желая уезжать с Игорем на другой конец света, Александра решается на новый роман. Очередные «репетиции», как ей кажется, проходят удачно, но внезапно меняется задуманный сценарий.

## В ролях
| Актёр                  | Роль                                             |
| ---------------------- | ------------------------------------------------ |
| Никита Ефремов         | Игорь Градский актёр                             |
| Александра Виноградова | Саша Суханова театральный художник               |
| Игорь Яцко             | Дмитрий Вдовин театральный режиссёр              |
| Пётр Фёдоров           | Фёдор Петров актёр, друг Игоря                   |
| Ирина Денисова         | Инга Зурабовна врач-гинеколог, подруга Саши      |
| Василий Соловьёв       | директор театра                                  |
| Елена Коренева         | Полина Сергеевна агент Игоря                     |
| Александр Яценко       | сосед по палате                                  |
| Юрий Шерстнёв          | Юрий Борисович, худрук                           |
| Азамат Нигманов        | дворник                                          |
| Сахат Дурсунов         | Рубен Михайлович, врач                           |
| Олег Гераськин         | Степан Петрович, заведующий постановочной частью |
| Александр Стефанцов    | Кирилл Артемьев, театральный режиссёр            |
| Татьяна Орлова         | медсестра                                        |
| Лариса Домаскина       | секретарь директора театра                       |
| Яна Гладких            | дочка Вдовина                                    |
| Дмитрий Трушников      | постановщик                                      |
| Ирина Вилкова          | Колчина, актриса театра                          |
| Артемий Гринченко      | Таковский, актёр театра                          |
| Елена Година           | Мариночка                                        |
| Татьяна Уфимцева       | Ольга Ивановна, хозяйка квартиры                 |
| Олег Соколов           | артист театра                                    |
| Наталья Омельченко     | артистка театра                                  |
| Рамиля Искандер        | Рамиля, артистка театра                          |
| Рамаз Чиаурели         | врач скорой                                      |
| Ирина Архипова         | медсестра скорой                                 |
| Надежда Нилендер       | студентка                                        |
| Таир Газиев            | бармен                                           |

## Съёмочная группа
- Режиссёр-постановщик — Оксана Карас
- Авторы сценария — Оксана Карас, Керен Климовски
- Оператор-постановщик — Артем Чернов
- Художник-постановщик — Анна Федорова, Дмитрий Разумов
- Композитор — Марина Собянина
- Художник по костюмам — Анна Федорова, Дмитрий Разумов
- Художник по гриму — Веселина Назимова, Екатерина Чернышева
- Звукорежиссёры — Татьяна Комиссарова, Дмитрий Комиссаров
- Режиссёры монтажа — Владимир Воронин
- Второй режиссёр — Наталья Ворошилова
- Продюсеры — Юрий Храпов, Василий Соловьев, Николай Чилингаров

## Создание
Одной из съёмочных площадок фильма стал музыкальный театр оперы Б. А. Покровского. Так как бюджет у фильма был небольшой, продюсеры довольно долго искали полноценный драматический театр, который согласился бы пустить киношников практически без денег. Руководство театра Покровского пошло навстречу. Когда Никита Ефремов пришёл на съёмочную площадку, все вдруг вспомнили, что Борис Александрович Покровский, в честь которого назван театр, это прадедушка Никиты.
Многие актеры снимались практически бесплатно, так как им очень понравился сценарий, написанный Оксаной Карас и Керен Климовски. А актёр Александр Стефанцов со своей музыкальной группой «Доктор Лектор» согласились бесплатно записать для фильма песню — «Из больного».
Режиссёр Оксана Карас, чтобы убедить продюсеров профинансировать проект, сняла некоторые интерьерные сцены за свой счет, взяв деньги в долг. Так съёмки фильма растянулись на полгода: 5 съёмочных дней осенью 2011 года и 17 — весной 2012-го.
Автор сценария Оксана Карас ни разу не встречалась со своим соавтором Керен Климовски вплоть до премьеры кинофильма на Московском международном кинофестивале. Сценаристы сотрудничали по переписке, познакомившись в сети Интернет.
Одна из сцен фильма снималась в коридорах «Мосфильма», где действующими лицами стали случайные работники киностудии.
На УЗИ в одной из сцен фильма действительно показаны близнецы. Будущую маму близнецов, которая разрешила бы снять подобный кадр искали три месяца.
Спектакль «Любля. Офисная любовь», в котором, по сценарию, участвует герой Никиты Ефремова, действительно идёт в театре. Это перформанс на стихи московских поэтов, поставленный Дмитрием Изместьевым.
Перед съёмками очередной сцены в больнице Никита Ефремов сломал руку на съёмках другой картины. Под одеждой, которую Никита несёт на руке, у него скрывается гипс.
Продюсер Василий Соловьев, исполнивший роль директора театра, действительно сам играет на рояле.
Титры к фильму создавались три месяца.
Фильм пока не вышел в прокат.
В 2015 году фильм стал участником конкурса онлайн-кинофестиваля «Российской газеты» «Дубль дв@», где получил приз телеканала ОТР, который и показал «Репетиции» в своем эфире.